# Bell Witch
I Bell Witch sono una band funeral doom metal statunitense formatasi nel 2010 a Seattle, per iniziativa del bassista Dylan Desmond e del batterista Adrian Guerra. Il gruppo è noto nell'ambiente per l'assenza di chitarre, il cui ruolo è svolto interamente dal basso di Desmond.

## Storia del gruppo
I Bell Witch si formano nel 2010 grazie all'incontro di Dylan Desmond ed Adrian Guerra. Nel 2011, il gruppo rilascia attraverso alcune etichette indipendenti un demo di quattro tracce. Il discreto successo che ottiene nella scena underground, e la conseguente firma con l'etichetta discografica Profound Lore Records, spinge il duo alla creazione di Longing, nel 2012, e di Four Phantoms, nel 2015. Il 17 maggio del 2016, però, Adrian muore, agli inizi delle registrazioni del terzo album Mirror Reaper, e viene sostituito da Jesse Shreiban.
L'album, dedicato a Guerra, è noto per essere composto di una sola canzone, dal titolo omonimo, della durata di 83 minuti. Esso contiene registrazioni di Adrian lasciate fuori dal precedente Four Phantoms, e poste in fondo alla canzone (Nel suo testo, questa sezione viene chiamata "The Words Of The Dead"). Mirror Reaper è un successo negli Stati Uniti (e nell'underground internazionale), e appare in un buon numero di fanzine e riviste specializzate, venendo anche incluso in molte classifiche.
Nel 2018, esce Live at Roadburn 2015, in edizione limitata da 750 copie su vinile (500 aventi la copertina bianca e 250 quella nera), contenente le registrazioni di un concerto (Sono presenti le canzoni I Wait dal demo del 2011, Judgement, In Fire: I - Garden (Of Blooming Ash) e Suffocation, A Burial: I - Awoken (Breathing Teeth), dall'album Four Phantoms. Nel 2020, i Bell Witch pubblicano il quarto album, con il titolo di Stygian Bough Volume I, in collaborazione con Aerial Ruin, la one man band di Erik Moggridge (Già presente come guest vocalist nella seconda parte di Mirror Reaper, nel brano Suffocation,A Drowning: II - Somniloquy (The Distance of Forever) dell'album Four Phantoms e nel brano Rows (Of Endless Waves) del debutto Longing).

## Stile
La band presenta un funeral doom metal con evidenti influenze drone e sludge. Inoltre ha un sound unico per la scelta di non introdurre chitarre nei suoi album, limitandosi a basso e batteria.

## Formazione

### Formazione attuale
- Dylan Desmond – voce, basso (dal 2010)
- Jesse Shreiban – voce, batteria (dal 2016)

### Ex componenti
- Adrian Guerra – voce, batteria (2010-morte nel 2016)

### Turnisti live
- Erik Moggridge – voce

## Discografia

### Album in studio
- 2012 – Longing
- 2015 – Four Phantoms
- 2017 – Mirror Reaper
- 2020 – Stygian Bough Volume I (con Aerial Ruin)
- 2023 – Future's Shadow Part 1: The Clandestine Gate

### Album live
- 2018 – Live at Roadburn 2015

### Demo
- 2011 – Bell Witch (anche chiamato Demo 2011)